# Буліга
Буліга (рум. Buliga) — село у повіті Яломіца в Румунії. Адміністративно підпорядковане місту Фетешть.
Село розташоване на відстані 134 км на схід від Бухареста, 40 км на південний схід від Слобозії, 70 км на захід від Констанци, 120 км на південь від Галаца.

## Населення
За даними перепису населення 2002 року у селі проживали 1157 осіб, усі — румуни. Усі жителі села рідною мовою назвали румунську.